# Deileptenia mandschuriaria
Deileptenia mandschuriaria är en fjärilsart som beskrevs av Otto Staudinger 1897. Deileptenia mandschuriaria ingår i släktet Deileptenia och familjen mätare. Inga underarter finns listade i Catalogue of Life.